# Брезниця (Жировниця)
Брезниця (словен. Breznica) — поселення в общині Жировниця, Горенський регіон, Словенія. Висота над рівнем моря: 545 м.

## Відомі особистості
У поселенні народився:
- Антон Янша (1734—1773) — словенський художник.